# Juan Carlos Navarro
Juan Carlos Navarro Feijoo (Sant Feliu de Llobregat, 13 giugno 1980) è un ex cestista e dirigente sportivo spagnolo che giocava come guardia tiratrice nel Barcellona. È stato campione del mondo nel 2006, campione d'Europa nel 2009 e nel 2011.

## Carriera

### Club
Soprannominato La Bomba per il suo caratteristico tiro ad arco, ed El Rey per la sua omonimia con il re spagnolo, nella sua carriera ha debuttato nella Liga ACB nel novembre 1997 ad appena 17 anni. Nel 2002 fu scelto, nel Draft NBA, al secondo giro (n° 40) dai Washington Wizards, però preferì restare in Catalogna. Tra il 2000 e il 2007, con la squadra di club ha vinto un'Eurolega, 4 campionati spagnoli, una Supercoppa spagnola, due Coppe del Re e una Coppa Korać. Nella stagione 2005-06 è stato inoltre nominato MVP della Liga ACB.
Dopo la stagione 2007-2008 ai Memphis Grizzlies in NBA, conclusa a 10,9 punti di media a partita, è ritornato in patria, di nuovo al Barcellona.
Nel 2010 vince per la seconda volta l'Eurolega, meritandosi anche il titolo di MVP delle Final Four grazie anche ai 21 punti segnati in finale contro i greci dell'Olympiakos. Nel dicembre 2011 accusa i primi sintomi di una fascite plantare cronica al piede sinistro, che lo terrà fermo per un mese e mezzo e comprometterà il suo rendimento per il resto della stagione; nonostante l'infortunio, Navarro conduce la sua squadra ad un altro titolo nazionale, battendo in finale di play-off il Real Madrid (3-2).
All'inizio della stagione 2012-13, un riacutizzarsi della fascite plantare fa sì che Navarro non partecipi a nessuna delle partite di preparazione al campionato, né al torneo della Supercopa. In occasione della partita del 22 novembre contro il Lietuvos Rytas, il club blugranato ha deciso di omaggiare il quindicesimo anniversario del debutto da professionista del suo capitano. Nella partita del 30 dicembre contro il Real Madrid, fino a quel momento imbattuto nella Lega domestica, Navarro ha messo a segno 33 punti, con un solo errore dal campo su tredici tentativi, ottenendo 44 punti di valutazione, firmando così una delle migliori partite della sua carriera. Il 24 gennaio 2013, durante la partita di Eurolega contro il Caja Laboral, segna 11 punti che gli permettono di diventare il primo giocatore nella storia della competizione ad aver superato quota 3000.

### Nazionale
Con la Nazionale spagnola ha vinto il Mondiale 2006, segnando 20 punti nella partita finale e risultando il miglior marcatore con Jorge Garbajosa. Ha vinto due volte gli Europei (2009 e 2011), e vanta inoltre due medaglie d'argento ed una di bronzo. Nell'edizione 2011 è stato eletto MVP della manifestazione.

## Statistiche

### NBA

#### Regular Season
| Anno      | Squadra           | PG | PT | MP   | TC%  | 3P%  | TL%  | RP  | AP  | PRP | SP  | PP   |
| --------- | ----------------- | -- | -- | ---- | ---- | ---- | ---- | --- | --- | --- | --- | ---- |
| 2007-2008 | Memphis Grizzlies | 82 | 30 | 25,8 | 40,2 | 36,1 | 84,9 | 2,6 | 2,2 | 0,6 | 0,0 | 10,9 |
| Carriera  | Carriera          | 82 | 30 | 25,8 | 40,2 | 36,1 | 84,9 | 2,6 | 2,2 | 0,6 | 0,0 | 10,9 |

### Liga ACB stagione regolare
| Stagione        | Squadra         | Competizione    | Partite | Partite | Partite | Statistiche tiro | Statistiche tiro | Statistiche tiro | Altre statistiche | Altre statistiche | Altre statistiche | Altre statistiche | Altre statistiche |
| Stagione        | Squadra         | Competizione    | Pres.   | Titol.  | Minuti  | Tiri da 2        | Tiri da 3        | Liberi           | Rimb.             | Assist            | Rubate            | Stopp.            | Punti             |
| --------------- | --------------- | --------------- | ------- | ------- | ------- | ---------------- | ---------------- | ---------------- | ----------------- | ----------------- | ----------------- | ----------------- | ----------------- |
| 1997-1998       | Barcelona       | ACB             | 12      | 1       | 119     | 12/27            | 1/9              | 23/34            | 8                 | 11                | 5                 | 0                 | 50                |
| 1998-1999       | Barcelona       | ACB             | 17      | 2       | 174     | 21/32            | 4/17             | 19/23            | 9                 | 14                | 6                 | 0                 | 73                |
| 1999-2000       | Barcelona       | ACB             | 34      | 6       | 598     | 58/128           | 18/78            | 77/106           | 32                | 45                | 28                | 1                 | 249               |
| 2000-2001       | Barcelona       | ACB             | 32      | 21      | 779     | 87/176           | 47/107           | 103/130          | 66                | 69                | 40                | 0                 | 418               |
| 2001-2002       | Barcelona       | ACB             | 31      | 5       | 674     | 63/142           | 32/103           | 95/111           | 59                | 72                | 30                | 0                 | 317               |
| 2002-2003       | Barcelona       | ACB             | 34      | 14      | 978     | 101/184          | 59/158           | 108/138          | 73                | 71                | 34                | 0                 | 487               |
| 2003-2004       | Barcelona       | ACB             | 33      | 21      | 908     | 85/191           | 63/165           | 90/104           | 71                | 63                | 24                | 2                 | 449               |
| 2004-2005       | Barcelona       | ACB             | 33      | 21      | 860     | 96/183           | 62/131           | 94/120           | 53                | 75                | 25                | 0                 | 472               |
| 2005-2006       | Barcelona       | ACB             | 30      | 26      | 911     | 105/198          | 76/177           | 98/112           | 64                | 85                | 28                | 0                 | 536               |
| 2006-2007       | Barcelona       | ACB             | 33      | 31      | 990     | 110/234          | 83/186           | 103/117          | 65                | 113               | 49                | 0                 | 572               |
| 2008-2009       | Barcelona       | ACB             | 28      | 26      | 765     | 85/182           | 60/146           | 90/104           | 53                | 94                | 25                | 0                 | 440               |
| 2009-2010       | Barcelona       | ACB             | 33      | 29      | 856     | 87/156           | 78/198           | 82/97            | 52                | 108               | 29                | 1                 | 490               |
| 2010-2011       | Barcelona       | ACB             | 27      | 23      | 699     | 67/132           | 81/188           | 67/76            | 52                | 73                | 21                | 1                 | 444               |
| 2011-2012       | Barcelona       | ACB             | 28      | 22      | 677     | 56/113           | 61/166           | 89/103           | 38                | 85                | 12                | 0                 | 384               |
| 2012-2013       | Barcelona       | ACB             | 19      | 14      | 422     | 38/67            | 39/94            | 33/38            | 38                | 48                | 11                | 0                 | 226               |
| 2013-2014       | Barcelona       | ACB             | 28      | 17      | 630     | 47/57            | 43/136           | 46/57            | 63                | 86                | 16                | 1                 | 269               |
| 2014-2015       | Barcelona       | ACB             | 17      | 10      | 278     | 14/41            | 21/60            | 11/14            | 24                | 36                | 6                 | 0                 | 102               |
| 2015-2016       | Barcelona       | ACB             | 21      | 15      | 371     | 26/55            | 32/84            | 22/24            | 25                | 39                | 11                | 0                 | 170               |
| 2016-2017       | Barcelona       | ACB             | 16      | 3       | 221     | 26/43            | 16/48            | 17/18            | 11                | 20                | 8                 | 0                 | 117               |
| 2017-2018       | Barcelona       | ACB             | 27      | 5       | 367     | 20/51            | 31/75            | 17/19            | 32                | 44                | 9                 | 0                 | 150               |
| Totale carriera | Totale carriera | Totale carriera | 533     | 312     | 12277   | 1205/2441        | 907/2326         | 1284/1545        | 888               | 1251              | 417               | 6                 | 6415              |

### Eurolega
| Anno       | Squadra    | PG  | PT  | MP   | TC%  | 3P%  | TL%  | RP  | AP  | PRP | SP  | PP   |
| ---------- | ---------- | --- | --- | ---- | ---- | ---- | ---- | --- | --- | --- | --- | ---- |
| 2000-2001  | Barcellona | 12  | 8   | 27,8 | 46,5 | 38,8 | 68,2 | 2,8 | 2,7 | 1,1 | 0,0 | 12,7 |
| 2001-2002  | Barcellona | 17  | 2   | 19,0 | 43,3 | 33,3 | 81,6 | 1,5 | 1,9 | 1,0 | 0,0 | 10,4 |
| 2002-2003† | Barcellona | 22  | 6   | 26,1 | 39,8 | 36,7 | 88,0 | 1,6 | 1,4 | 0,6 | 0,0 | 11,5 |
| 2003-2004  | Barcellona | 20  | 6   | 25,4 | 49,4 | 42,5 | 80,8 | 1,5 | 1,5 | 1,1 | 0,0 | 13,7 |
| 2004-2005  | Barcellona | 20  | 10  | 26,6 | 43,7 | 39,5 | 89,2 | 2,0 | 1,9 | 1,2 | 0,0 | 13,3 |
| 2005-2006  | Barcellona | 22  | 21  | 27,4 | 43,9 | 46,2 | 80,6 | 2,3 | 2,5 | 1,0 | 0,0 | 15,1 |
| 2006-2007  | Barcellona | 22  | 21  | 28,6 | 49,6 | 40,8 | 83,8 | 2,0 | 3,0 | 0,9 | 0,0 | 16,8 |
| 2008-2009  | Barcellona | 21  | 21  | 27,7 | 42,8 | 36,3 | 93,5 | 1,6 | 3,6 | 1,3 | 0,0 | 14,7 |
| 2009-2010† | Barcellona | 21  | 21  | 25,4 | 43,0 | 34,8 | 85,7 | 1,4 | 3,1 | 0,9 | 0,0 | 14,1 |
| 2010-2011  | Barcellona | 15  | 12  | 26,5 | 47,8 | 39,8 | 86,8 | 1,5 | 2,8 | 0,3 | 0,0 | 14,1 |
| 2011-2012  | Barcellona | 16  | 13  | 25,7 | 40,2 | 29,7 | 88,0 | 1,3 | 3,2 | 1,0 | 0,0 | 13,6 |
| 2012-2013  | Barcellona | 26  | 21  | 25,2 | 44,8 | 44,5 | 85,2 | 1,7 | 2,2 | 0,3 | 0,0 | 13,2 |
| 2013-2014  | Barcellona | 26  | 21  | 24,0 | 40,4 | 34,6 | 86,8 | 1,7 | 3,1 | 0,5 | 0,0 | 11,3 |
| 2014-2015  | Barcellona | 17  | 14  | 22,1 | 37,0 | 35,6 | 86,5 | 1,6 | 3,1 | 0,2 | 0,0 | 10,5 |
| 2015-2016  | Barcellona | 26  | 21  | 20,4 | 37,3 | 32,5 | 90,0 | 0,9 | 2,2 | 0,5 | 0,0 | 9,0  |
| 2016-2017  | Barcellona | 16  | 8   | 15,4 | 31,9 | 28,6 | 93,8 | 1,1 | 1,8 | 0,4 | 0,0 | 5,7  |
| 2017-2018  | Barcellona | 22  | 7   | 15,6 | 34,3 | 33,3 | 88,9 | 1,1 | 1,9 | 0,3 | 0,0 | 6,9  |
| Carriera   | Carriera   | 341 | 233 | 24,0 | 42,6 | 37,3 | 86,1 | 1,6 | 2,4 | 0,7 | 0,0 | 12,2 |

## Palmarès

### Club
Titoli nazionali
- Campionato spagnolo: 8

Barcellona: 1998-99, 2000-01, 2002-03, 2003-2004, 2008-09, 2010-11, 2011-12, 2013-14
- Copa del Rey: 7

Barcellona: 2001, 2003, 2007, 2010, 2011, 2013, 2018
- Supercoppa spagnola: 5

Barcellona: 2004, 2009, 2010, 2011, 2015
- Liga catalana: 11

Barcellona: 2000, 2001, 2004, 2010, 2011, 2012, 2013, 2014, 2015, 2016, 2017
Titoli internazionali
- Eurolega: 2

Barcellona: 2002-03, 2009-10
- Coppa Korać: 1

Barcellona: 1998-99

### Nazionale
Nazionale maggiore
- Olimpiadi:
 Pechino 2008, Londra 2012
 Rio de Janeiro 2016
- Mondiali: 
 Giappone 2006
- Europei: 
 Polonia 2009, Lituania 2011
 Svezia 2003, Spagna 2007
 Turchia 2001, Turchia 2017

Nazionali giovanili
- Mondiali Under-19: 
 Portogallo 1998
- Europei Under-18: 
 Bulgaria 1998
- Torneo di Mannheim:
 1998

### Individuale
- FIBA EuroBasket MVP: 1
2011
- Euroleague MVP: 1
2008-09
- Euroleague Final Four MVP: 1
2009-10
- MVP Liga ACB: 1
2005-06
- MVP finali Liga ACB: 3
2008-2009, 2010-11, 2013-14
- MVP Supercoppa spagnola: 3
2009, 2010, 2011

- Miglior quintetto degli Europei: 2
Serbia e Montenegro 2005, Lituania 2011
- All-Euroleague First Team: 5
2005-06, 2006-07, 2008-09, 2009-10, 2010-11
- All-Euroleague Second Team: 2
2011-12, 2012-13
- Quintetto ideale della Liga ACB: 4
2005-06, 2006-07, 2008-09, 2009-10
- NBA All-Rookie Second Team: 1
2007-08
- Mr. Europa:1
2010